# Anaea stheno
Anaea stheno är en fjärilsart som beskrevs av Prittwitz 1865. Anaea stheno ingår i släktet Anaea och familjen praktfjärilar. Inga underarter finns listade i Catalogue of Life.